# Benjamin Harrison
Ne doit pas être confondu avec Benjamin Harrison V.
Pour les articles homonymes, voir Harrison.
Benjamin Harrison, né le 20 août 1833 dans le comté de Hamilton (Ohio) et mort le 13 mars 1901 à Indianapolis (Indiana), est un militaire, juriste et homme d'État américain. Il est le 23e président des États-Unis, en fonction du 4 mars 1889 au 4 mars 1893.
Petit-fils du 9e président américain William Henry Harrison, il passe son enfance dans l'Ohio avant de s'installer à Indianapolis à l'âge de 21 ans. Durant la guerre de Sécession, il participe aux batailles d'Atlanta et de Nashville en tant que général de brigade dans l'armée du Cumberland. Il entra en politique après la guerre au sein du Parti républicain et brigua sans succès le poste de gouverneur de l'Indiana avant de devenir sénateur fédéral en 1881.
Lors de l'élection présidentielle de 1888, Harrison perdit le vote populaire face au président sortant Grover Cleveland mais remporta la majorité au sein du Collège électoral et fut donc élu. Sa présidence fut marquée par une politique étrangère ambitieuse, par l'admission de six nouveaux États au sein de l'Union, par des législations économiques importantes comme le McKinley Tariff (œuvre du futur président William McKinley) et le Sherman Antitrust Act et par le fait que les dépenses fédérales dépassèrent pour la première fois le milliard de dollars. Les démocrates attaquèrent le Billion Dollar Congress et cette question des dépenses associée à une impopularité grandissante vis-à-vis des droits de douane élevés entraîna la défaite de son parti aux élections de mi-mandat en 1890.
Après sa défaite face à Cleveland lors de l'élection présidentielle de 1892, Harrison se retira de la vie politique. Il fut l'avocat du Venezuela dans une dispute frontalière avec le Royaume-Uni et se rendit en Europe (Arbitrage de Paris) dans le cadre de cette affaire en 1900. Il décéda un an plus tard des complications d'une grippe.

## Jeunesse

### Enfance
Benjamin Harrison est né le 20 août 1833 à North Bend dans l'Ohio. Il était le second d'une fratrie de huit enfants dont les parents étaient John Scott Harrison (qui devint représentant de l'Ohio) et d'Elizabeth Ramsey Irwin. La famille Harrison était l'une des premières de Virginie et sa présence dans le Nouveau Monde remontait à l'arrivée d'un Anglais nommé Benjamin Harrison à Jamestown en 1630. Il était un petit-fils du président William Henry Harrison et un arrière-petit-fils de Benjamin Harrison V, ancien gouverneur de Virginie et signataire de la Déclaration d'indépendance des États-Unis. Harrison avait sept ans lorsque son grand-père fut élu président mais il n'assista pas à son investiture. Malgré l'influence de la famille Harrison, il ne grandit pas dans une demeure fortunée car la plus grande partie des revenus agricoles de John Scott Harrison était investie dans l'éducation de ses enfants. Malgré ces faibles revenus, l'enfance de Harrison fut agréable et il passait beaucoup de temps à pêcher et à chasser.
L'éducation de Benjamin Harrison commença dans une petite école près de sa maison mais il reçut le soutien d'un tuteur pour l'aider à intégrer le lycée. Harrison et son frère Irwin furent inscrits au Farmer's College près de Cincinnati en 1847. Il y resta deux ans et rencontra Caroline Scott, la fille d'un professeur de science et pasteur presbytérien appelé John Witherspoon Scott. En 1850, il s'inscrivit à l'université Miami d'Oxford dans l'Ohio. Il rejoignit la fraternité Phi Delta Theta et fut diplômé en 1852. Il y rencontra John Alexander Anderson, qui fut représentant de l'Ohio durant 24 ans et Whitelaw Reid qui fut son colistier pour la vice-présidence en 1892. À l'université, Harrison fut grandement influencé par l'un de ses professeurs, Robert Hamilton Bishop, qui enseignait l'histoire et l'économie. Il rejoignit l'église presbytérienne, à laquelle appartenait sa mère et en resta membre jusqu'à sa mort. Après avoir été diplômé, Harrison poursuivit ses études de droit en devenant assistant dans le cabinet d'avocat Storer & Gwynne de Cincinnati

### Juriste à Cincinnati
Avant de terminer ses études de droit, Harrison retourna à Oxford pour épouser Caroline le 20 octobre 1853 au cours d'une cérémonie célébrée par le père de Caroline. Ils eurent deux enfants, Russell Benjamin (12 août 1854 - 13 décembre 1936) et Mary (3 avril 1858 - 28 octobre 1930).
Après son mariage, Harrison retourna vivre dans la ferme familiale tout en finissant ses études de droit. La même année, il hérita de 800 $ (environ 292 000 $ de 2012) après la mort d'une de ses tantes et il utilisa l'argent pour déménager à Indianapolis dans l'Indiana en 1854. Il fut admis au barreau et commença à travailler dans le cabinet de John H. Ray. La même année, il devint crieur public de la cour fédérale d'Indianapolis ce qui lui rapportait 2,50 $ (environ 56,40 $ de 2012) par jour. Il était chargé d'annoncer les décisions de la cour dans la rue.
Alors qu'il était à Indianapolis, Benjamin Harrison fut à la fois le premier président de l'University Club, un gentlemen's club privé et le premier président du club de la fraternité Phi Delta Theta de la ville. Harrison avait grandi dans une famille whig et était un partisan des politiques whigs durant sa jeunesse. Il rejoignit cependant le parti républicain peu après sa formation en 1856 et il fit campagne pour le candidat à la présidence John Charles Frémont. Il fut également élu avocat de la ville d'Indianapolis, une fonction lui apportant un salaire annuel de 400 $ (environ 142 000 $ de 2012,).
En 1858, Harrison créa un partenariat avec William Wallace et ils ouvrirent le cabinet Wallace & Harrison. Il fut le candidat républicain pour le poste de rapporteur de la Cour suprême de l'Indiana (en) en 1860 qui fut sa première incursion en politique. Durant les débats, il affronta, pour le compte de son parti, Thomas Hendricks, le candidat démocrate au poste de gouverneur et futur vice-président des États-Unis. Après l'élection de son partenaire au poste de greffier de la ville en 1860, Harrison créa un nouveau cabinet avec William Fishback nommé Fishback & Harrison dans lequel il travailla jusqu'à son entrée dans l'armée.

### Guerre de Sécession

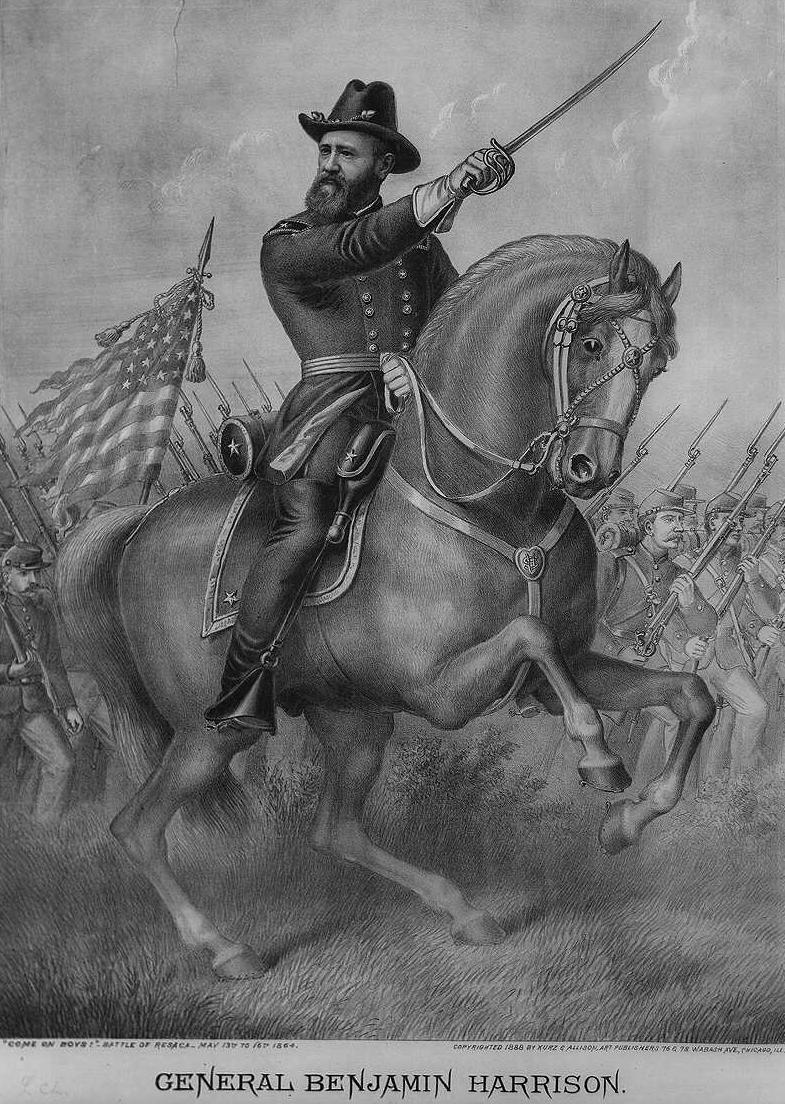
Benjamin Harrison lors de la bataille de Resaca dans une gravure de 1888

Au début de la guerre de Sécession, Harrison souhaitait rejoindre l'armée de l'Union mais il hésita car sa jeune famille pourrait avoir besoin d'un soutien financier. En 1862, le président Abraham Lincoln demanda plus de recrues pour l'armée. Lors de la visite du gouverneur Oliver Hazard Perry Morton, Harrison le trouva désespéré par le nombre d'hommes ayant répondu au dernier appel et lui dit : « si je peux être d'une quelconque aide, dites-le moi ». Morton demanda alors à Harrison s'il pouvait recruter un régiment même s'il ne lui imposait pas d'en faire partie. Harrison leva un régiment formé principalement de soldats du nord de l'Indiana et Morton lui offrit son commandement mais Harrison refusa en arguant son manque d'expérience militaire et il fut nommé sous-lieutenant. En août 1862, lorsque le régiment quitta l'Indiana pour rejoindre l'armée de l'Union à Louisville dans le Kentucky, Harrison fut promu par Morton au rang de colonel et son régiment devint le 70e régiment d'infanterie de l'Indiana.
Le 70e régiment fut affecté à des missions de reconnaissances et de protection des voies ferroviaire dans le Kentucky et Tennessee durant la plus grande partie de ses deux premières années. En 1864, Harrison et son régiment rejoignirent la campagne d'Atlanta du général William T. Sherman et furent placés en première ligne. Le 2 janvier 1864, il reçut le commandement de la 1re brigade de la 1re division du XXe Corps qu'il mena au combat lors des batailles de Resaca, de Cassville, de New Hope Church, de Kennesaw Mountain, de Marietta, de Peachtree Creek et d'Atlanta. Lorsque les forces de Sherman achevèrent la marche vers la mer, la brigade de Harrison fut transférée dans le district d'Etowah et participa à la bataille de Nashville. Le 22 mars 1865, Harrison fut promu général de brigade et il participa à la Grande Parade militaire à Washington, D.C. avant de quitter l'armée le 8 juin 1865.

## Ascension politique

### Carrière politique dans l'Indiana

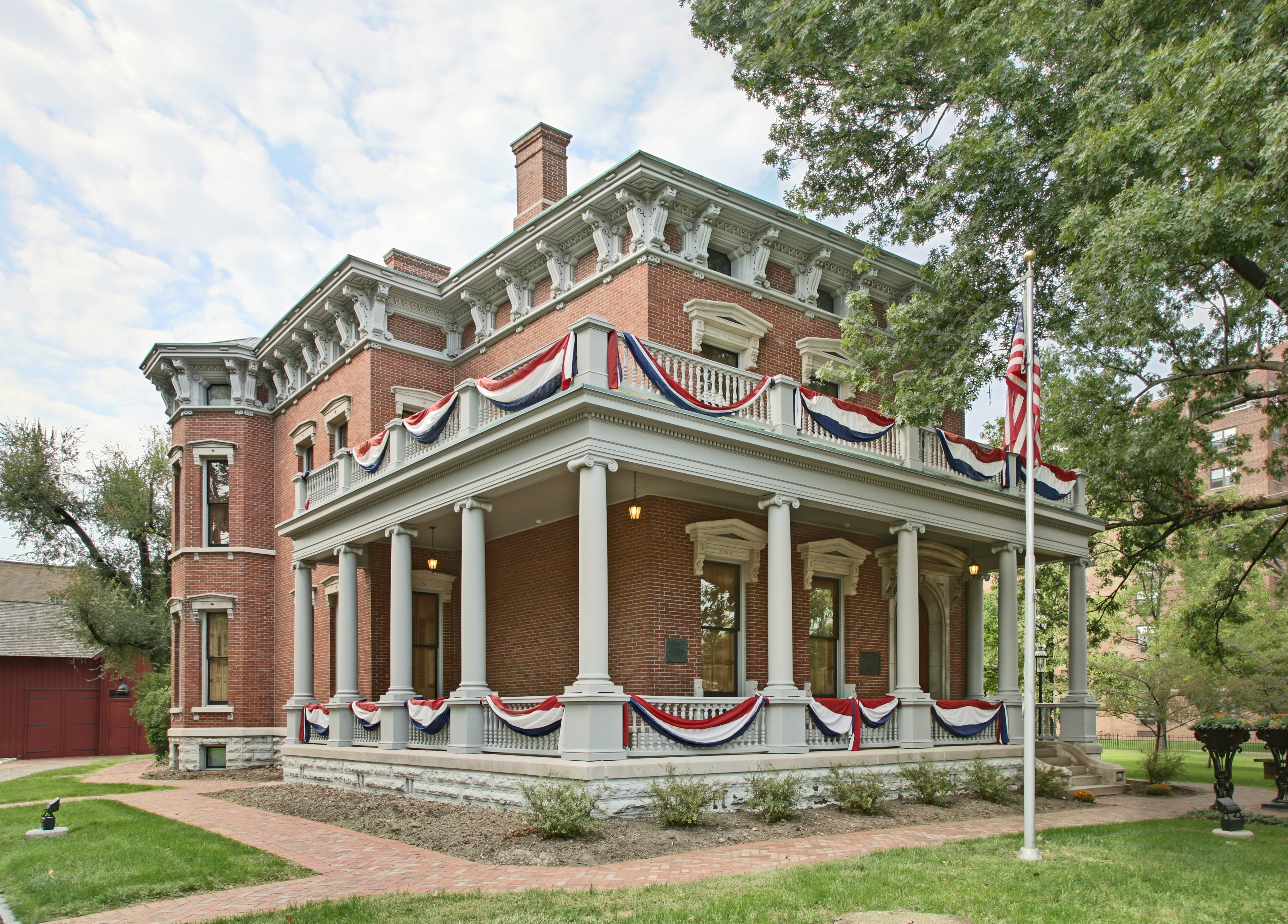
Maison de Benjamin Harrison à Indianapolis.

Alors qu'il servait dans l'armée, Harrison fut réélu en octobre 1864 au poste de rapporteur de la cour suprême de l'Indiana pour quatre ans de plus. La position n'était pas politiquement très puissante mais elle permettait à Harrison de vivre confortablement. Le nom de Harrison devint connu du grand public lorsque le président Grant le nomma pour représenter le gouvernement fédéral lors d'une plainte déposée par Lambdin P. Milligan dont les condamnations pour trahison durant la guerre avaient été annulées par la Cour suprême. Grâce au travail de Harrison, l'indemnité payée par le gouvernement fut minimale. Les républicains de l'Indiana pressaient Harrison pour qu'il se présente au Congrès mais il se contenta de soutenir les autres candidats républicains ce qui lui valut de nombreuses louanges de la part de ses collègues.
En 1872, Harrison entra dans la course pour obtenir l'investiture républicaine pour le poste de gouverneur de l'Indiana. Il ne parvint pas à obtenir le soutien de l'ancien gouverneur Oliver P. Morton qui favorisa son opposant Thomas M. Browne. Il retourna alors à son métier de juriste et malgré la crise économique de 1873, il avait les moyens de faire construire une grande maison à Indianapolis en 1874. Il continua à faire des discours pour le compte des candidats et des politiques républicaines.
En 1876, Harrison n'avait pas cherché la nomination de son parti pour le poste de gouverneur mais lorsque le candidat républicain se retira de la course, Harrison accepta la proposition de prendre sa place. Sa campagne était basée sur l'économie et il se prononça pour la déflation. Son programme se révéla populaire mais il fut battu lors de l'unique tour par James D. Williams. Malgré sa défaite, Harrison restait un politicien influent dans l'État et lorsque la grande grève des cheminots (en) atteignit Indianapolis, il participa à la médiation entre les ouvriers et la hiérarchie afin de maintenir l'ordre public.
Lorsque le sénateur Morton mourut en 1878, les républicains présentèrent Harrison mais il ne parvint pas à remporter une majorité à la législature et le démocrate Daniel W. Voorhees fut élu à sa place. Le président Rutherford B. Hayes nomma Harrison à la Mississippi Valley Division en 1879 qui avait été créée pour faciliter les aménagements sur le fleuve. Il fut délégué à la convention républicaine présidentielle de 1880 l'année suivante et joua un rôle primordial dans les négociations qui aboutirent à la nomination de James A. Garfield.

### Sénateur de l'Indiana

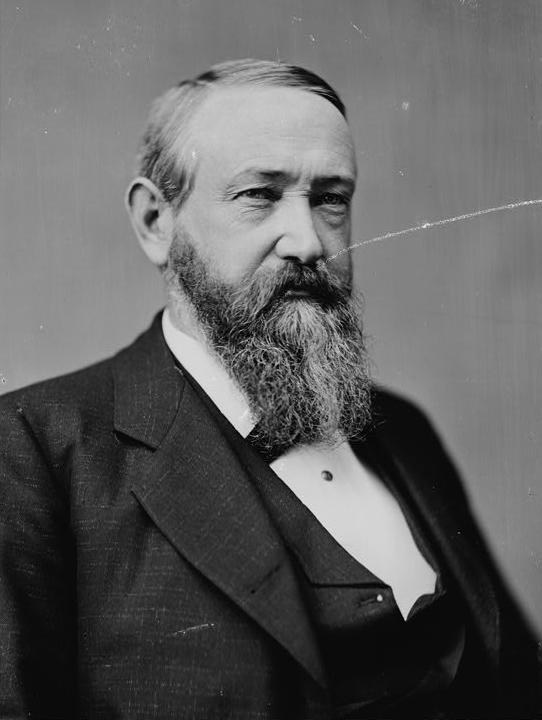
Harrison durant son mandat de sénateur.

Après que Harrison ait mené la délégation républicaine à la convention nationale, il était considéré comme un possible candidat au Sénat. Il donna des discours en faveur de Garfield dans l'Indiana et dans l'État de New York, ce qui accrut encore sa cote au sein du parti. Lorsque les républicains reprirent la législature de l'Indiana, il fut élu au Sénat face à son rival républicain, le juge Walter Quintin Gresham. Après l'élection de Garfield en 1880, ce dernier lui proposa un poste dans son Cabinet mais Harrison déclina l'offre, préférant commencer son mandat en tant que sénateur.
Harrison fut sénateur du 4 mars 1881 au 4 mars 1887. Il fut président du comité sur les moyens de transport du littoral pendant son premier mandat puis du comité sur l'énergie et les ressources naturelles lors du second et du troisième. Le principal problème auquel fut confronté Harrison en 1881 était l'excédent budgétaire. Les démocrates souhaitaient réduire les droits de douane pour limiter les recettes du gouvernement tandis que les républicains voulaient utiliser cet excédent pour réaliser des travaux publics et financer les pensions des vétérans de la guerre de Sécession. Harrison suivit l'avis de son parti et plaida pour de généreuses pensions pour les vétérans et leurs veuves. Il soutint également, sans succès, des aides financières pour l'éducation des habitants du Sud des États-Unis, en particulier celle des enfants des esclaves affranchis après la guerre car il croyait que l'éducation était nécessaire pour rendre les populations noires et blanches égales sur le plan politique et économique. Harrison s'opposa, contre l'avis de son parti, à la loi d'exclusion des Chinois, considérant qu'il violait les traités existants avec la Chine.
En 1884, Harrison et Gresham s'opposèrent une nouvelle fois lors de la convention républicaine de 1884. James Blaine fut choisi mais lors de l'élection présidentielle de 1884, il fut battu par le démocrate Grover Cleveland. Au Sénat, Harrison parvint à faire adopter une loi sur les pensions des vétérans mais elle fut annulée par le veto présidentiel. Ses efforts pour faire admettre de nouveaux États occidentaux dans l'Union furent bloqués par les démocrates, qui craignaient que ces nouveaux États n'élisent des républicains au Congrès.
En 1885, les démocrates redessinèrent les circonscriptions de l'Indiana, ce qui aboutit à une législature démocrate en 1886 malgré des votes majoritairement républicains. Harrison échoua lors de sa tentative de réélection au Sénat face à David Turpie. Il retourna à son activité de juriste à Indianapolis mais resta actif dans les politiques nationales et fédérales.

## Élection de 1888

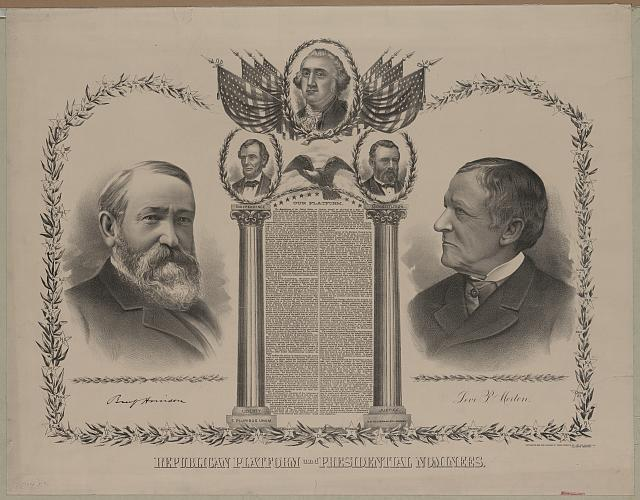
Affiche de campagne pour le ticket Harrison/Morton.

En 1888, le favori pour l'investiture républicaine était initialement le précédent candidat James G. Blaine du Maine. Cependant, Blaine écrivit de nombreuses lettres où il affirmait n'avoir aucune envie de participer à l'élection et ses partisans se répartirent entre les autres candidats. John Sherman de l'Ohio était le nouveau favori devant Chauncey Depew de New York, Russell Alexander Alger du Michigan et le vieil adversaire de Harrison, Walter Q. Gresham, à présent juge fédéral à Chicago dans l'Illinois. Blaine ne désigna aucun candidat comme son successeur donc aucun d'entre eux n'entra à la convention avec une majorité de ses partisans.
Harrison arriva en quatrième au premier tour avec Sherman en tête et les votes suivant ne firent pas évoluer le classement. Les partisans de Blaine se rassemblèrent alors autour de Harrison qui, selon eux, pourrait attirer le vote du plus grand nombre de délégués. Il fut finalement désigné au huitième tour et Levi Morton de New York fut choisi pour briguer la vice-présidence au sein du ticket présidentiel.
L'opposant de Harrison lors de l'élection était le président sortant Grover Cleveland. Il fit une « campagne de perron », typique de l'époque, dans laquelle le candidat ne faisait pas campagne personnellement mais recevait des délégations et faisait des discours depuis sa propre maison. Les républicains firent campagne sur la question des droits de douane, ce qui leur permit de récupérer les votes protectionnistes dans les importants États industriels du Nord. L'élection se concentra sur les swing states de New York, du New Jersey, du Connecticut et de l'Indiana. Harrison remporta la victoire dans l'Indiana et l'État de New York grâce à des manœuvres frauduleuses mais perdit dans les deux autres États. Le taux de participation atteignit 79,3 % et près de 11 millions de votes furent recueillis. Bien que Harrison ait recueilli 90 000 voix de moins que Cleveland, il fut élu par 233 voix contre 168 au collège électoral.
Lorsque Matthew Quay, « boss » de Pennsylvanie, entendit que Harrison attribuait sa courte victoire à la divine providence, il déclara que Harrison ne saura jamais « combien d'hommes ont risqué le pénitencier pour le faire devenir président ». Harrison fut surnommé le « président du centenaire » car son investiture coïncidait avec le centenaire de la première investiture de George Washington en 1789.

## Présidence (1889-1893)

### Investiture

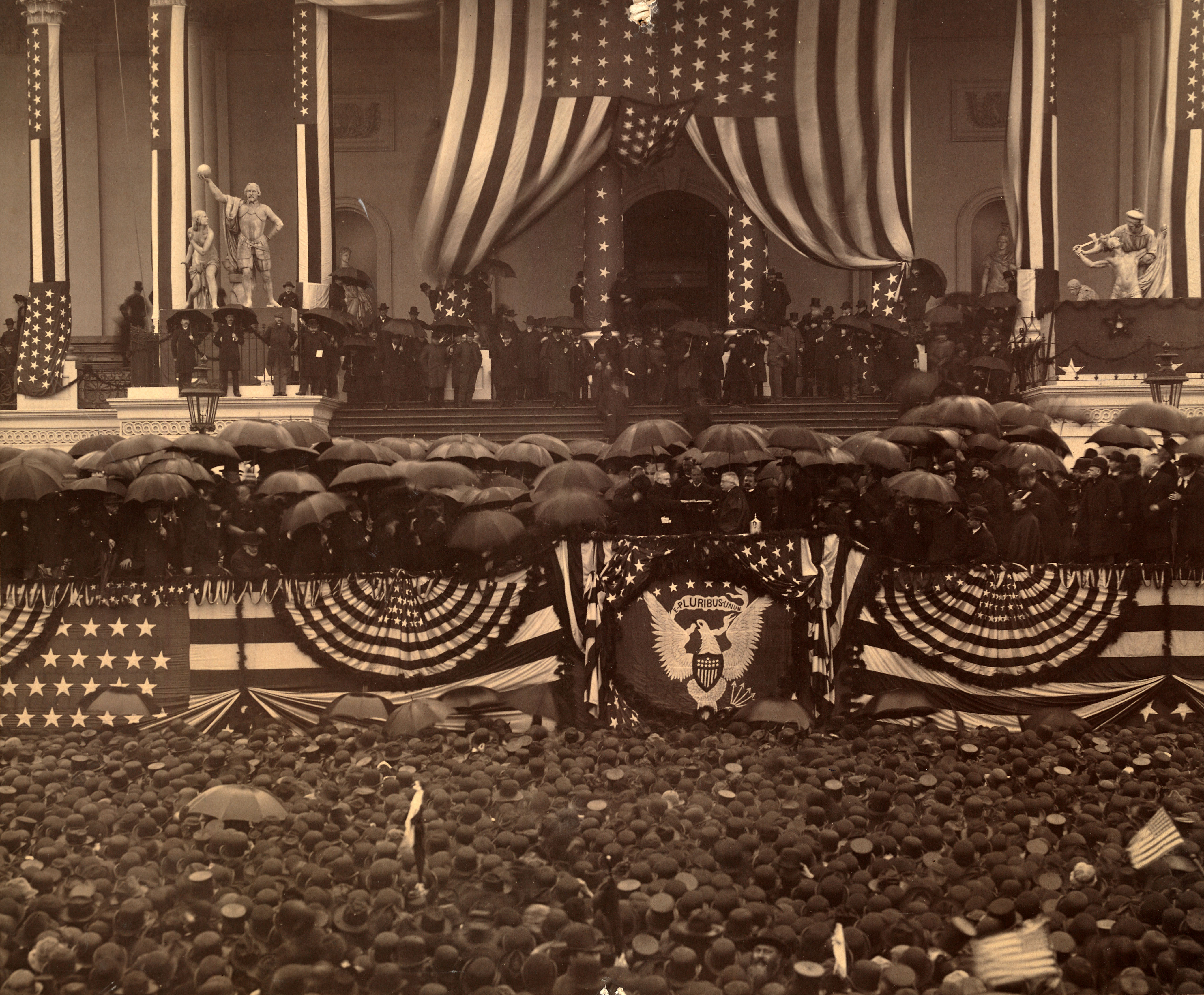
Investiture de Benjamin Harrison le 4 mars 1889. Cleveland tient le parapluie de Harrison.

Harrison prêta serment le lundi 4 mars 1889 en présence du juge en chef Melville Fuller. La cérémonie d'investiture de Harrison eut lieu sous une pluie battante à Washington D.C.. Cleveland assista à la cérémonie et tint le parapluie au-dessus de la tête de Harrison alors qu'il prêtait serment. Son discours fut bref et dura deux fois moins longtemps que celui de son grand-père William Henry Harrison qui détient le record du plus long discours d'investiture. Dans son discours, Harrison attribua la croissance de la nation aux influences de l'éducation et de la religion, pressa les États agricoles d'atteindre les proportions industrielles des États du Nord-Est et promit la mise en place de droits de douane protectionnistes. Il demanda l'attribution rapide du statut d'État aux territoires et l'augmentation des pensions pour les vétérans, ce qui lui valut de longs applaudissements. Pour les affaires étrangères, Harrison réaffirma la doctrine Monroe comme clé de voûte de sa politique dans le domaine. Tandis qu'il demandait la construction d'une marine de guerre moderne et d'une flotte de commerce, il réaffirma son attachement à une paix internationale obtenue par la non-intervention dans les affaires intérieures d'un autre État. L'United States Marine Band de John Philip Sousa joua lors du bal d'investiture dans le National Building Museum auquel assista une large foule.

### Réforme de la fonction publique
La réforme de la fonction publique fut un important dossier qui arriva rapidement entre les mains du nouveau président. Harrison avait fait campagne en faveur d'un système basé sur le mérite et non sur les dépouilles. Bien que certains services aient été réorganisés sur la base du mérite par le Pendleton Civil Service Reform Act mis en place sous l'administration Arthur, Harrison passa la plus grande partie de ses premiers mois de présidence à placer des politiciens à des postes dans l'administration. Le Congrès était très divisé sur la question des réformes et Harrison était réticent à trancher la question de peur de s'aliéner l'un des deux camps. Harrison nomma Theodore Roosevelt et Hugh Smith Thompson, deux réformateurs, à la Civil Service Commission, mais ne fit pas grand chose de plus pour faire accepter la cause de la réforme.
Harrison vit la mise en place rapide du Dependent and Disability Pension Act en 1890 pour lequel il s'était battu alors qu'il était au Congrès. En plus d'accorder des pensions aux vétérans handicapés (que le handicap soit lié au conflit ou non), le texte permit de réduire une partie de l'excédent budgétaire. Les dépenses dans ce domaine atteignirent 135 millions de dollars (environ 140 milliards de dollars de 2012), somme qui ne fut jamais plus atteint dans l'histoire américaine, en particulier du fait de l'interprétation large de la loi par le responsable du bureau des pensions, James R. Tanner. Harrison, qui en privé considérait que le choix de Tanner était une erreur, lui demanda de démissionner il le remplaça par Green B. Raum.

### Politique économique

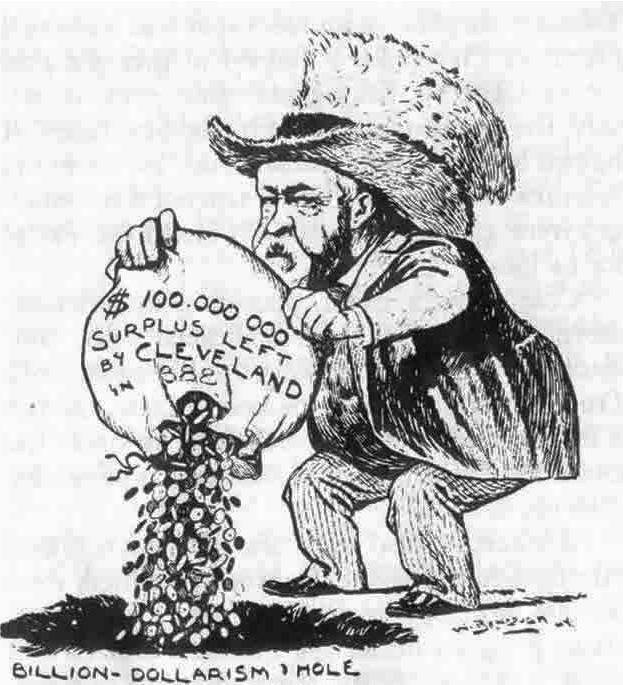
Caricature du magazine Puck montrant Harrison gaspillant le surplus de l'administration Cleveland

La question du niveau des droits de douane était un sujet de dispute récurrent depuis la guerre de Sécession et fut le sujet central de l'élection de 1888. Les droits de douane élevés avaient créé un excédent budgétaire que de nombreux démocrates (de même que les membres du parti populiste) souhaitaient réduire en diminuant ces droits. La plupart des républicains préféraient maintenir ces droits et utiliser l'argent pour réaliser des travaux publics et supprimer certaines taxes.
Le représentant William McKinley et le sénateur Nelson W. Aldrich, tous deux républicains, proposèrent le McKinley Tariff qui augmenterait encore les droits de douane dont certains rendraient intentionnellement prohibitifs les importations pour protéger les industries américaines. Après les inquiétudes soulevées par le secrétaire d'État James Blaine, Harrison tenta de rendre le texte plus acceptable en demandant au Congrès d'ajouter des clauses de réciprocité qui permettraient au président de réduire les droits si d'autres pays réduisaient leurs droits d'importation sur les produits américains. Ainsi les droits de douane sur les importations de sucre brut furent supprimés et les producteurs de sucre américains furent subventionnés à hauteur de 2 cents (environ 0,52 $ de 2012) par livre produite. Même avec ces exemptions et la réciprocité, le McKinley Tariff mit en place les droits de douane les plus élevés de l'histoire américaine et les surplus engendrés contribuèrent à la réputation du Billion-Dollar Congress (« Congrès du milliard de dollars»).

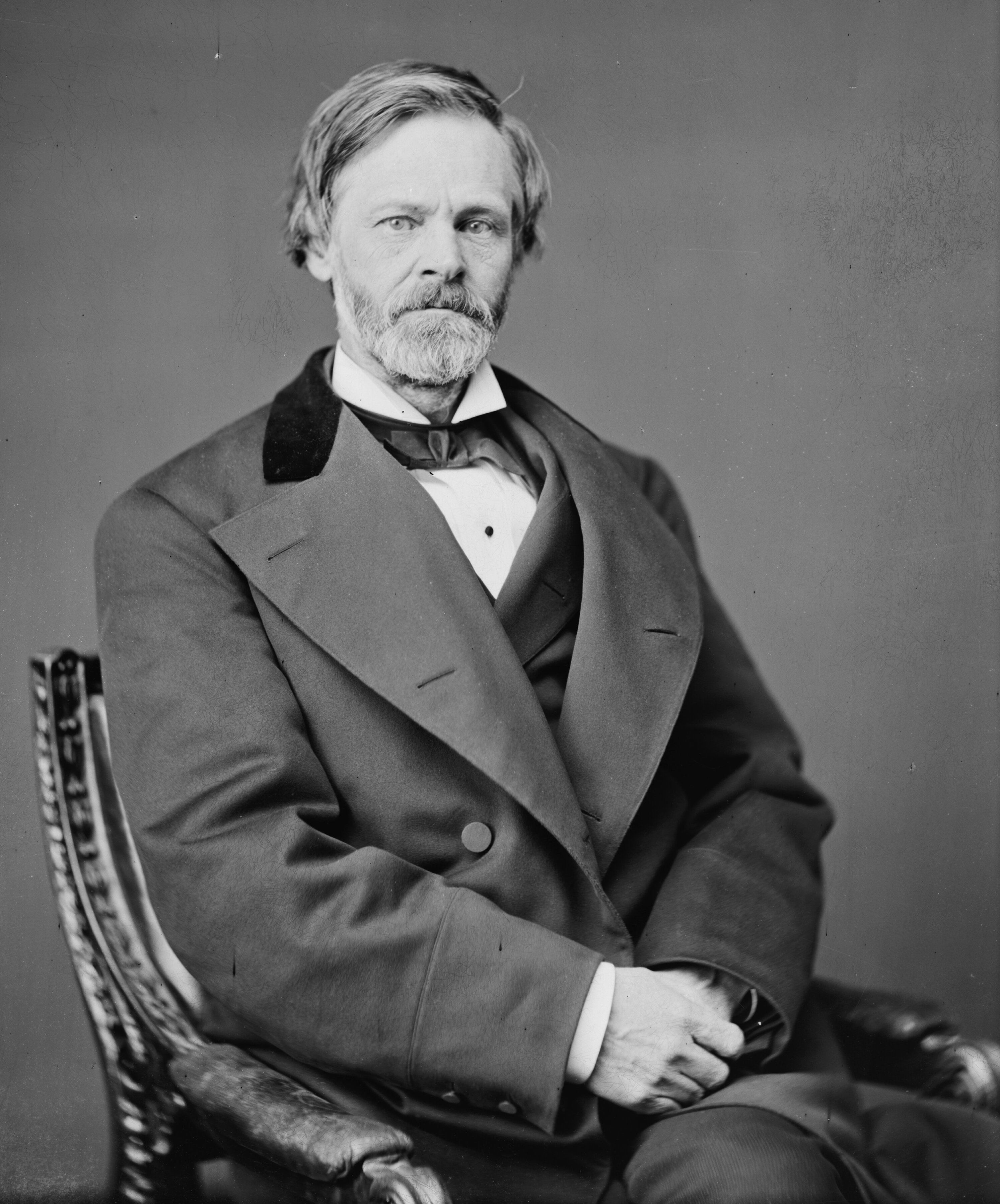
Le sénateur John Sherman qui travailla avec Harrison pour mettre en place une politique de régulation.

Les membres des deux partis s'inquiétaient du pouvoir grandissant des trusts et des monopoles et l'une des premières décisions du 51e Congrès fut de promulguer le Sherman Antitrust Act soutenu par le sénateur John Sherman de l'Ohio. Le texte fut adopté à de larges majorités par les deux chambres et interdisait les ententes illicites. Il s'agissait de la première loi fédérale de ce type et elle marqua le début d'un nouvel usage du pouvoir fédéral. Si Harrison approuvait la loi et son objectif, rien ne montre qu'il ait cherché à la faire appliquer rigoureusement. Le gouvernement ne remporta qu'un procès sous la présidence de Harrison (contre un charbonnage du Tennessee) même si d'autres groupes furent poursuivis.
L'une des questions les plus explosives des années 1880 était de savoir si la monnaie devait être basée sur l'or et l'argent ou uniquement sur l'or. Le sujet transcendait les lignes partisanes car les républicains de l'Ouest et les démocrates du Sud demandaient conjointement la frappe de l'argent tandis que les congressistes du Nord-Est défendaient fermement l'étalon-or. Ne pas battre de la monnaie en argent permettait une plus grande stabilité du dollar ; cela satisfaisait les milieux d'affaires mais les paysans de l'Ouest se plaignaient du manque de liquidité. Comme l'argent valait moins que son équivalent légal en or, les contribuables payaient les taxes en argent tandis que les créditeurs internationaux exigeaient un paiement en or, ce qui appauvrissait les réserves en or du pays. Du fait de la déflation mondiale à la fin du XIXe siècle, l'application stricte de l'étalon-or avait mené à une réduction des salaires sans réduction de la dette, ce qui poussait les débiteurs et les pauvres à demander une monnaie en argent comme mesure inflationniste.
La frappe de l'argent n'avait pas été beaucoup évoquée dans la campagne de 1888 et la position de Harrison sur le sujet était peu claire. Néanmoins, le choix du secrétaire du Trésor, William Windom, favorable à cette monnaie encouragea les partisans de l'argent. Harrison proposa un compromis avec une monnaie en argent mais dont la valeur ne serait pas fixée par rapport à l'or. Cette proposition ne satisfaisait aucun des deux partis et en juillet 1890, le sénateur Sherman proposa le Sherman Silver Purchase Act qui fut adopté par les deux chambres. Harrison signa la loi en pensant qu'elle mettrait fin à la controverse. Celle-ci aggrava cependant la diminution du stock d'or fédéral et le problème ne fut réglé que par la seconde administration Cleveland.

### Droits civiques

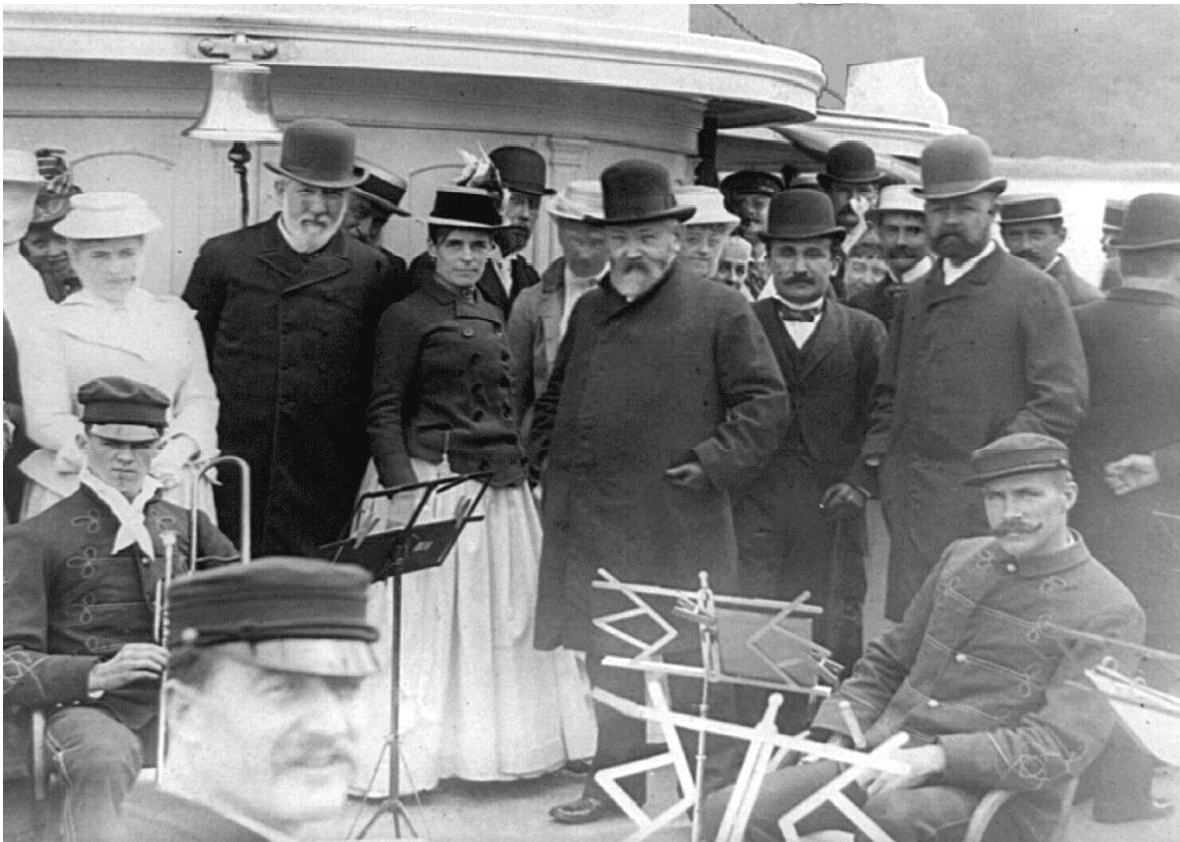
Harrison (au centre) avec James G. Blaine (à gauche) et Henry Cabot Lodge (à droite) au large du Maine en 1889

Après avoir repris le contrôle des deux chambres du Congrès, certains républicains menés par Harrison tentèrent de faire adopter des législations visant à protéger les droits civiques des Afro-Américains. Le procureur général William H. H. Miller, via le département de la Justice, lança des inculpations pour violation des droits de vote dans le Sud ; les jurys blancs acquittèrent cependant la plupart des accusés. Cela poussa Harrison à presser le Congrès d'adopter des législations qui « garantiraient à tous nos concitoyens le libre exercice du suffrage et de tous les autres droits civiques accordés par la Constitution et les lois ».
Harrison approuva la Federal Elections Bill rédigée par le représentant Henry Cabot Lodge et le sénateur George Frisbie Hoar en 1890 qui garantissait une meilleure représentation des Afro-américains dans la vie publique en particulier dans le Sud du pays mais la loi fut rejetée par le Sénat. À la suite de l'échec de cette loi, Harrison continua de parler en faveur des droits des Afro-américains lors de ses discours devant le Congrès. Si Harrison considérait que la Constitution ne lui permettait pas de mettre fin à la pratique du lynchage, il avança que si les États avaient autorité sur les droits civiques alors « nous avons le droit de leur demander s'ils travaillent sur le sujet ». Il défendit également une loi proposée par le sénateur Henry W. Blair qui aurait accordé des financements fédéraux aux écoles quelles que soient la couleur de peau des élèves.
Durant le mandat de Harrison, les Lakotas, auparavant confinés dans des réserves indiennes dans le Dakota du Sud s'agitèrent sous l'influence du chef religieux Wovoka qui les encouragea à participer à un mouvement spirituel appelé la Danse des Esprits ». Ignorant la nature exacte des croyances entourant ce mouvement religieux, de nombreux responsables à Washington pensèrent qu'il s'agissait d'un mouvement militant visant à pousser les Amérindiens à se soulever contre le pouvoir américain. Le 29 décembre 1890, les hommes du 7e régiment de cavalerie affrontèrent les Lakotas à Wounded Knee. Au moins 146 Amérindiens dont de nombreux femmes et enfants furent tués et enterrés dans une fosse commune. Harrison ordonna au major-général Nelson Miles d'enquêter sur l'incident et déploya 3 500 soldats dans le Dakota du Sud. L'agitation cessa et Wounded Knee est considéré comme le dernier affrontement des guerres indiennes au XIXe siècle. Harrison souhaitait encourager l'assimilation des Amérindiens dans la société blanche via un système qui permettait de distribuer les terres amérindiennes à des membres individuels des tribus car jusqu'alors le gouvernement fédéral les détenait au nom des tribus. Cette idée, incarnée par le Dawes Act adoptée en 1887, était défendue par les réformateurs mais son effet final fut d'affaiblir les chefs de tribus et de permettre aux membres des tribus de vendre leurs terres à des spéculateurs et de garder l'argent.

### Politique étrangère
Même si les relations entre Harrison et son secrétaire d'État James G. Blaine étaient parfois tendues, les deux hommes s'accordaient parfaitement sur le besoin d'étendre l'influence américaine à l'étranger. Alors qu'il réalisait une tournée des États-Unis en 1891, Harrison déclara à San Francisco que le pays entrait dans une « nouvelle époque » commerciale et qu'une expansion de la marine permettrait de protéger le transport maritime et d'étendre l'influence et le prestige américain outre-mer. La première conférence des États américains fut organisée à Washington en 1889 et posa les bases de la future Organisation des États américains. La conférence ne permit aucune avancée majeure mais cela permit à Blaine de proposer des droits de douane réciproque avec les nations latino-américaines. Harrison nomma Frederick Douglass au poste d'ambassadeur à Haïti mais ne parvint pas à y établir une base navale.
La première crise internationale que dut affronter Harrison fut la question des droits de pêche sur les côtes de l'Alaska. Le Canada revendiquait des droits pour la pêche et la chasse aux phoques autour des îles aléoutiennes en violation de la loi américaine. En conséquence, la marine américaine arraisonna plusieurs navires canadiens. En 1891, des négociations menées sous la médiation du Royaume-Uni aboutirent à un compromis.

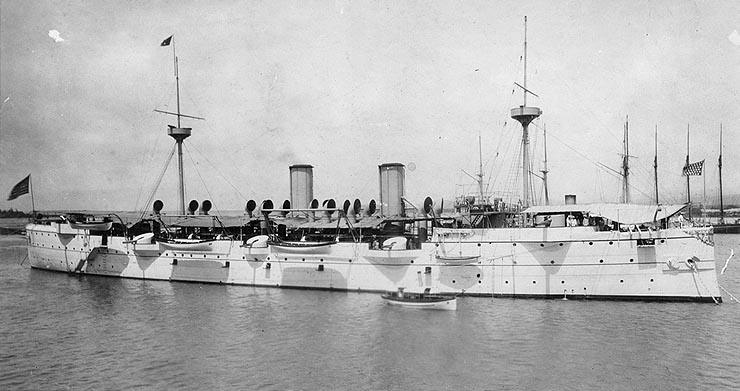
Les marins de l'USS Baltimore causèrent une grave crise diplomatique entre les États-Unis et le Chili.

En 1891, une crise diplomatique se déclencha au Chili. L'ambassadeur américain au Chili Patrick Egan accordait l'asile aux Chiliens cherchant refuge lors de la guerre civile. Cela accrut les tensions entre les deux pays et le 16 octobre 1891, lorsque les marins de l'USS Baltimore reçurent l'autorisation de descendre à terre dans le port de Valparaíso, une fusillade éclata entraînant la mort de deux Américains et l'arrestation de cinquante autres. Blaine n'étant pas présent à Washington, Harrison demanda des réparations au gouvernement chilien. Le ministre des Affaires étrangères chilien répondit que le message de Harrison était « erroné ou délibérément incorrect » et déclara que le gouvernement chilien allait traiter l'affaire comme toute autre affaire criminelle. Harrison menaça alors de rompre les relations diplomatiques entre les deux pays à moins de recevoir des excuses acceptables. Finalement, Blaine rentra à Washington et des négociations plus apaisées débutèrent qui aboutirent à une indemnisation chilienne.
Dans les derniers jours de son mandat, Harrison dut gérer la question de l'annexion d'Hawaï. Après un coup d'État contre la reine Liliʻuokalani, le nouveau gouvernement d'Hawaï présidé par Sanford B. Dole demanda le rattachement aux États-Unis. Harrison était intéressé par l'idée d'étendre l'influence américaine dans le Pacifique et de construire une base navale à Pearl Harbor mais n'avait jamais envisagé la question auparavant. Le consul américain à Hawaï, John L. Stevens, reconnut le nouveau gouvernement le 1er février 1893 et transmit ses demandes à Washington. Un mois avant de quitter ses fonctions, l'administration signa un traité le 14 février et le transmit au Sénat avec l'approbation de Harrison. Le Sénat ne le ratifia cependant pas et le président Cleveland retira le traité peu après son arrivée au pouvoir.

### Technologie
Durant son mandat, les États-Unis entrèrent dans la seconde révolution industrielle et les nouvelles technologies se répandirent rapidement. Harrison est le plus ancien président dont la voix a été enregistrée et ce discours de 36 secondes fut initialement réalisé sur un cylindre phonographique en cire en 1889 par Giuseppe Bettini. Harrison fit également installer l'électricité à la Maison-Blanche par l'Edison General Electric Company mais sa femme et lui refusaient de toucher aux interrupteurs de peur d'être électrocutés et ils allaient souvent se coucher les lumières allumées.

### Cabinet

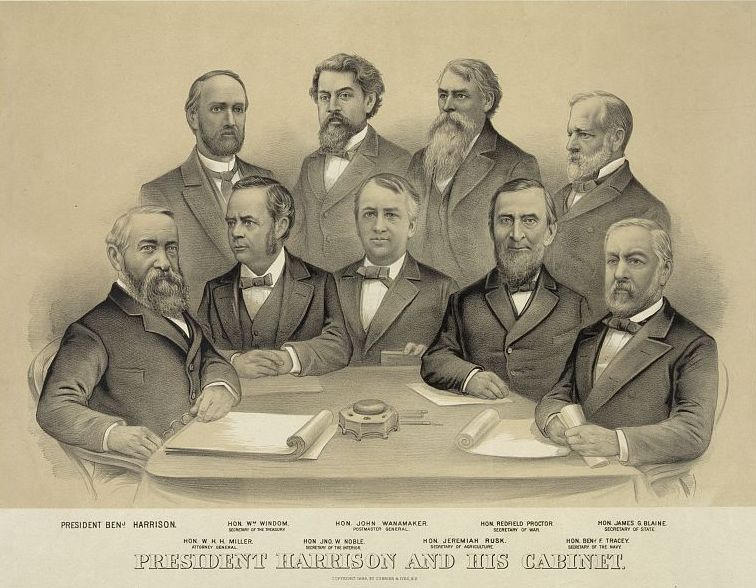
Cabinet de Harrison en 1889
Premier rang, de gauche à droite : Harrison, William Windom, John Wanamaker, Redfield Proctor, James Blaine
Deuxième rang, de gauche à droite : William H. H. Miller, John Willock Noble, Jeremiah McLain Rusk, Benjamin Tracy.

| Fonction                   | Nom                  | Dates     |
| -------------------------- | -------------------- | --------- |
| Président                  | Benjamin Harrison    | 1889-1893 |
| Vice-président             | Levi Morton          | 1889-1893 |
| Secrétaire d'État          | James Blaine         | 1889-1892 |
| Secrétaire d'État          | John W. Foster       | 1892-1893 |
| Secrétaire du Trésor       | William Windom       | 1889-1891 |
| Secrétaire du Trésor       | Charles W. Foster    | 1891-1893 |
| Secrétaire à la Guerre     | Redfield Proctor     | 1889-1891 |
| Secrétaire à la Guerre     | Stephen B. Elkins    | 1891-1893 |
| Procureur général          | William H. H. Miller | 1889-1893 |
| Postmaster General         | John Wanamaker       | 1889-1893 |
| Secrétaire à la Marine     | Benjamin Tracy       | 1889-1893 |
| Secrétaire à l'Intérieur   | John W. Noble        | 1889-1893 |
| Secrétaire à l'Agriculture | Jeremiah M. Rusk     | 1889-1893 |

### Nominations judiciaires
Harrison nomma quatre juges à la Cour suprême des États-Unis. Le premier fut David J. Brewer, un juge de la cour d'appel pour le huitième circuit qui était également le neveu du juge assesseur Stephen J. Field. Le juge Stanley Matthews mourut peu après la nomination de Brewer et Harrison proposa le nom d'Henry B. Brown, un juge et expert en droit maritime du Michigan, qu'il avait déjà envisagé pour remplacer Matthews. À la mort de Joseph P. Bradley en 1892, il nomma George Shiras, un choix controversé car il était âgé de 60 ans, au-delà de l'âge habituel des candidats. Shiras s'attira également l'opposition du sénateur Matthew Quay de Pennsylvanie car ils étaient dans des factions rivales du parti républicain ; la nomination fut cependant confirmée. Enfin Harrison nomma Howell Edmunds Jackson pour remplacer le juge Lucius Q. Q. Lamar mort en janvier 1893. Harrison savait que le Sénat à venir serait contrôlé par les démocrates et il choisit Howell H. Jackson, un respectable démocrate du Tennessee pour s'assurer que sa nomination ne serait pas rejetée. La nomination se fit effectivement sans problèmes mais Jackson mourut après seulement deux ans à la Cour.
En plus de ces nominations à la Cour suprême, Harrison nomma dix juges aux cours d'appel fédérales, deux aux cours de circuit et 26 aux cours fédérales de district. Comme Harrison était en fonction lorsque le Congrès élimina les cours de circuit qui furent intégrées aux cours d'appel, Cleveland et lui furent les seuls présidents à avoir nommé des juges dans les deux corps. Parmi les nominations de Harrison, le futur président William Howard Taft fut nommé à la cour d'appel pour le sixième circuit.

### États admis dans l'Union
Lorsque Harrison prit ses fonctions, aucun nouvel État n'avait été admis depuis plus d'une décennie, principalement en raison de la réticence des démocrates à accepter des États qu'ils considéraient comme républicains. Peu après son entrée en fonction, la lame duck session du Congrès vota les lois qui permirent à quatre États de rejoindre l'Union : le Dakota du Nord et le Dakota du Sud le 2 novembre 1889, le Montana le 8 novembre et l'État de Washington le 11 novembre. L'année suivante, deux nouveaux États furent également admis dans l'Union : l'Idaho le 3 juillet et le Wyoming le 10 juillet 1890. Les premières délégations de ces États étaient effectivement républicaines. Plus d'États furent admis sous la présidence de Harrison que dans toute autre depuis celle de George Washington.

## Élection de 1892

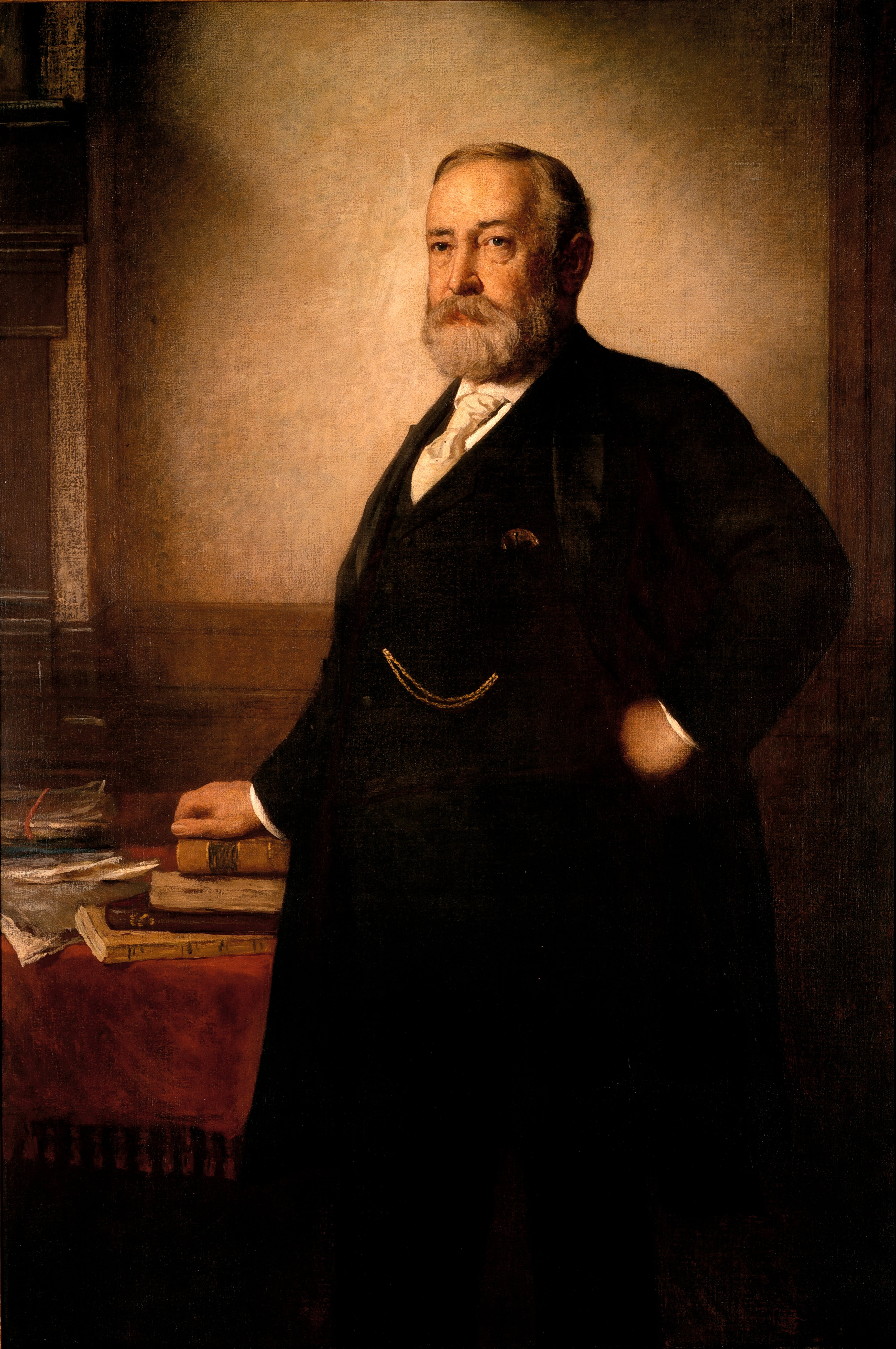
Portrait officiel de Harrison par Jonathan E. Johnson.

Bien avant la fin de l'administration Harrison, le surplus du Trésor s'était évaporé et l'économie du pays s'était affaiblie avec l'approche des conditions qui menèrent à la panique de 1893. Les élections législatives de 1890 furent défavorables au parti républicain et de nombreux chefs du parti se distancèrent du président ; il était donc clair que Harrison devrait affronter une convention houleuse. La plupart de ses détracteurs poussaient pour la nomination de Blaine jusqu'à ce que dernier ne déclara qu'il ne souhaitait pas être candidat en février 1892. Malgré cela, les spéculations concernant une candidature de Blaine se poursuivirent et furent renforcés lorsqu'il démissionna de son poste de secrétaire d'État en juin. À la convention républicaine de 1892 à Minneapolis dans le Minnesota Harrison arriva en tête dès le premier tour sans réelle opposition.
Les démocrates choisirent l'ancien président Cleveland comme candidat et l'élection de 1892 fut la revanche de l'élection de 1888. La question des droits de douane avait joué en faveur des républicains en 1888 mais les différentes modifications réalisées sous l'administration Harrison avaient rendu les produits importés tellement chers que de nombreux électeurs souhaitaient une révision de ces droits. De nombreux occidentaux, traditionnellement républicains se rallièrent au candidat du nouveau parti populiste, James B. Weaver, qui promettait le bimétallisme, de généreuses pensions pour les vétérans et la journée de huit heures. Les effets de la répression de la grève de Homestead jouèrent également en défaveur des républicains même si aucune action fédérale n'avait été entreprise.
Juste deux semaines avant l'élection, le 25 octobre, la femme de Harrison mourut de la tuberculose. Harrison ne fit pas une campagne active et resta avec sa femme. Leur fille Mary Harrison McKee joua le rôle de première dame après la mort de sa mère. Les autres candidats cessèrent également leur campagne et le 8 novembre Cleveland remporta l'élection avec 227 grands électeurs contre 145. Il remporta également le vote populaire avec 5 556 918 voix contre 5 176 108.

## Dernières années

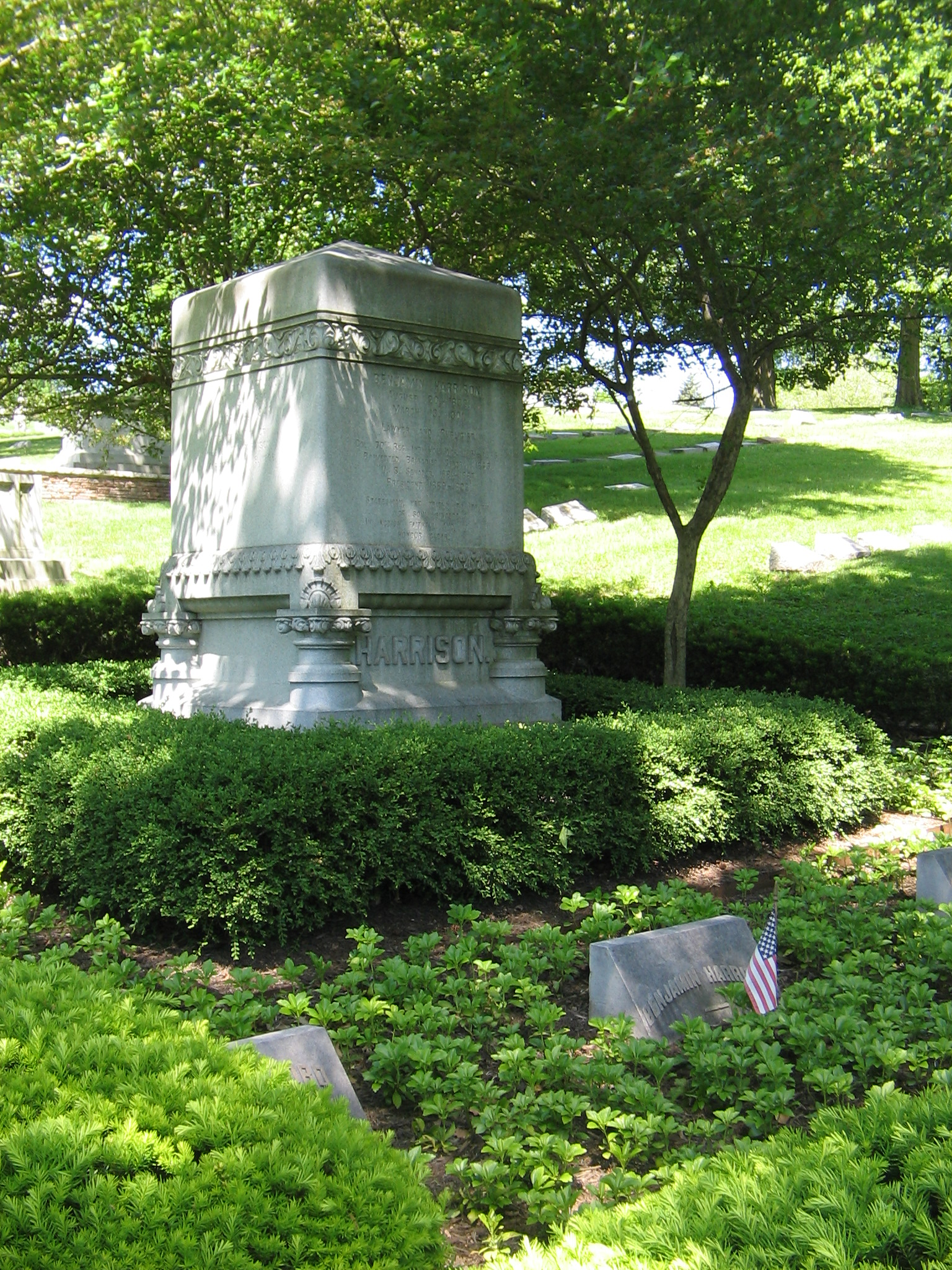
Tombe de Harrison et de ses deux épouses à Indianapolis.

Après avoir quitté ses fonctions, Harrison visita l'Exposition universelle de 1893 de Chicago puis il retourna chez lui à Indianapolis. Pendant quelques mois en 1894, il habita à San Francisco en Californie et donna des cours à l'université Stanford. En 1896, certains républicains essayèrent de le convaincre de se présenter à l'élection présidentielle de 1896. Il déclina la proposition et donna de nombreux discours en faveur de William McKinley.
De juillet 1895 à mars 1901, Harrison participa au comité d'administration de l'université Purdue ; le Harrison Hall, un dortoir du campus, fut nommé en son honneur. En 1896, il se remaria avec Mary Scott Lord Dimmick, la nièce de sa femme décédée, âgée de 37 ans et de 25 ans sa cadette. Les deux enfants adultes de Harrison, Russel et Mary âgés respectivement de 41 et 38 ans n'assistèrent pas au mariage car ils désapprouvaient cette union. Le couple eut une fille, Elizabeth (21 février 1897 - 26 décembre 1955).
En 1899, Harrison fut élu membre honoraire de la Société des Cincinnati de Pennsylvanie et il appartenait également au Military Order of the Loyal Legion of the United States. Sa femme fut la première président de l'association des Filles de la révolution américaine de 1890 à 1891. La même année, il participa à la première conférence de La Haye. Il écrivit une série d'articles concernant le gouvernement fédéral et la présidence qui furent rassemblés en 1897 dans un livre intitulé This Country of Ours.
En 1900, Harrison fut l'avocat du Venezuela lors de sa dispute frontalière avec le Royaume-Uni. Les deux nations se disputaient sur le tracé de la frontière entre le Venezuela et la Guyane britannique. Un procès international fut accepté par les deux parties et le Venezuela engagea Harrison pour le représenter. Il rédigea un rapport de 800 pages qu'il présenta à Paris. Bien que le verdict fut en faveur du Royaume-Uni, son argumentation lui valurent une renommée internationale.
Harrison attrapa un rhume en février 1901. En dépit des traitements à base d'inhalation de vapeur, son état se dégrada et il mourut de la grippe et d'une pneumonie dans sa maison le mercredi 13 mars 1901 à l'âge de 67 ans. Harrison fut enterré dans le cimetière de Crown Hill à Indianapolis avec ses deux épouses.

## Héritage

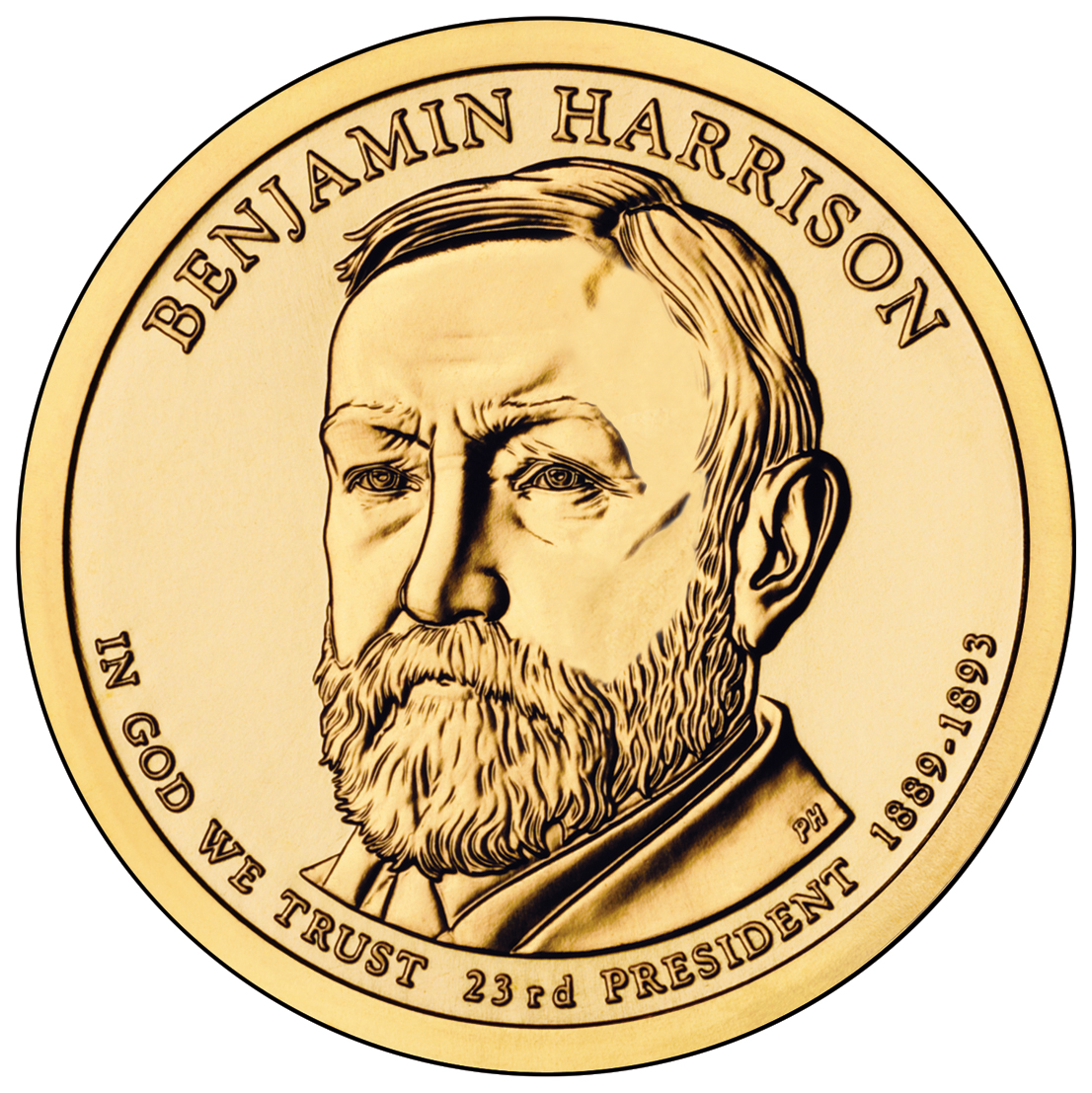
Pièce de la série du dollar présidentiel à l'effigie de Harrison

Harrison quitta la Maison-Blanche alors que la nation perdait lentement confiance dans les politiques républicaines. Comme son successeur perdit de sa popularité avec la panique de 1893, celle de Harrison augmenta lors de sa retraite. Cependant, les historiens de l'époque étaient assez durs avec lui et n'hésitaient pas à le traiter de « nul». Plus récemment, « les historiens ont reconnu l'importance de l'administration Harrison dans la nouvelle politique étrangère de la fin du XIXe siècle. L'administration affronta les épreuves dans tous l'hémisphère, dans le Pacifique et dans ses relations avec les puissances européennes et les implications furent tenues pour acquises au XXe siècle ». La présidence de Harrison appartient au XIXe siècle mais elle « montra clairement la voie » à la présidence moderne qui émergea sous William McKinley. La réputation d'intégrité de Harrison resta intacte pendant et après sa présidence. Le Sherman Antitrust Act resta en vigueur pendant près de 120 ans et fut la législation la plus importante du 51e Congrès. Les législations concernant les droits civiques défendues par Harrison furent les dernières proposés par le Congrès jusque dans les années 1930 et sa ténacité en politique étrangère fut imitée par ses successeurs dont Theodore Roosevelt.
Après sa mort, Harrison fut représenté sur six timbres, plus que tout autre président. Le premier fut un timbre de 13 cents émis le 18 novembre 1902. Le portrait imprimé fut réalisé à partir d'une photographie fournie par la veuve de Harrison. Il apparut sur le billet de cinq dollars en 1902. Harrison fut également le dernier président américain à porter une barbe. Un Liberty ship lancé en 1942, le SS Benjamin Harrison fut nommé en son honneur. Le navire fut démoli un an plus tard après une attaque sous-marine. En 1951, la maison de Harrison fut ouverte au public en tant que bibliothèque et musée après avoir été utilisée comme dortoir par une école de musique après 1937. Elle est inscrite au National Historic Landmark depuis 1964.

### En français
- Georges Ayache, Les présidents des États-Unis : Histoire et portraits, Paris, Perrin, 2016, 480 p. (ISBN 978-2-262-06420-4, OCLC 991492904, BNF 45110316, lire en ligne ).
- Nicole Bacharan, Les Noirs américains : Des champs de coton à la Maison Blanche, Paris, Perrin, coll. « Tempus » (no 337), 2010, 618 p. (ISBN 978-2-262-03275-3, OCLC 708357029, BNF 42305262).
- Jacques Binoche, Histoire des États-Unis, Paris, Ellipses, coll. « Ellipses poche », 2017, 2e éd. (1re éd. 2003), 256 p. (ISBN 978-2-340-02170-9, OCLC 1020169920, BNF 45414237, présentation en ligne).
- Hélène Harter et André Kaspi, Les présidents américains : De George Washington à Joe Biden, Paris, Tallandier, coll. « Texto », 2022, 272 p. (ISBN 979-10-210-5481-3, OCLC 1345667727, BNF 47096831, présentation en ligne).
- André Kaspi, Les Américains : Naissance et essor des États-Unis (1607-1945), t. 1, Paris, Éditions du Seuil, coll. « Points histoire » (no 89), 2014, 5e éd. (1re éd. 1986), 464 p. (ISBN 978-2-7578-4154-9, OCLC 43825106, BNF 43825106, présentation en ligne).
- Robert Lacour-Gayet, Histoire des États-Unis : De la fin de la guerre civile à Pearl Harbor, t. 2, Paris, Fayard, 1977, 431 p. (ISBN 2-213-00449-8, OCLC 987411395, BNF 34706427).
- Jean-Michel Lacroix, Histoire des États-Unis, Paris, Presses universitaires de France, 2022, 7e éd. (1re éd. 1996), 576 p. (ISBN 978-2-13-083290-4, OCLC 1302993439, BNF 47012774, présentation en ligne).
- Pierre Mélandri, Histoire des États-Unis : L'ascension (1865-1974), t. 1, Paris, Perrin, coll. « Tempus » (no 522), 2013, 935 p. (ISBN 978-2-262-04177-9, OCLC 864700177, BNF 43769558).
- Pierre Mélandri, « Le siècle américain », une histoire, Paris, Perrin, 2016, 672 p. (ISBN 978-2-262-03811-3, OCLC 960976545, BNF 45158509, lire en ligne ).
- Jacques Portes, Histoire des États-Unis : De 1776 à nos jours, Paris, Armand Colin, coll. « U Histoire », 2017, 3e éd. (1re éd. 2010), 432 p. (ISBN 978-2-200-61809-4, OCLC 985086886, BNF 45268837, lire en ligne ).
- Jacques Portes, Histoire documentaire des États-Unis : L'Âge doré (1865-1896), t. 5, Presses universitaires de Nancy, 1988, 215 p. (ISBN 2-86480-323-2, OCLC 889231546, BNF 34956910).
- Philippe Valode, Les Présidents des États-Unis, Paris, Éditions de l'Archipel, 2008, 212 p. (ISBN 978-2-84187-745-4, OCLC 470559651, BNF 41379792).
- Bertrand Van Ruymbeke, Histoire des États-Unis : De 1492 à 1919, t. 1, Paris, Tallandier, coll. « Texto », 2021, 608 p. (ISBN 979-10-210-4989-5, OCLC 1269615217, BNF 46846182, présentation en ligne).
- Bernard Vincent (dir.), Histoire des États-Unis, Paris, Flammarion, coll. « Champs Histoire », 2016, 4e éd. (1re éd. 1997), 720 p. (ISBN 978-2-08-139368-4, OCLC 960914039, BNF 45138239, présentation en ligne).

### En anglais
- (en) Charles William Calhoun, Benjamin Harrison, Macmillan, 2005, 206 p. (ISBN 978-0-8050-6952-5, lire en ligne).
- (en) Chieko Moore et Hester Anne Hale, Benjamin Harrison : Centennial President, Nova Publishers, 2006, 178 p. (ISBN 978-1-60021-066-2, lire en ligne)
- (en) Harry J. Sievers, Benjamin Harrison : v1 Hoosier Warrior, 1833-1865; v2 : Hoosier Statesman From The Civil War To The White House 1865-1888; v3 : Benjamin Harrison. Hoosier President. The White House and After, University Publishers Inc, 1968
- (en) Homer E. Socolofsky et Allan B. Spetter, The Presidency of Benjamin Harrison, University Press of Kansas, 1987 (ISBN 978-0-7006-0320-6)
- (en) Lew Wallace, Life and Public Services of Benjamin Harrison, Edgewood Publishing Co, 1888
- (en) R. Hal Williams, « Benjamin Harrison 1889-1893 », dans Responses of the Presidents to the Charges of Misconduct, Dell Publishing Co., Inc, 1974 (ISBN 0-440-05923-2)
- (en) H. Paul, Jeffers, An Honest President : The Life and Presidencies of Grover Cleveland, 2000 (ISBN 0-380-97746-X)